# Chilswell
Chilswell – wieś w Anglii, w hrabstwie Oxfordshire, w dystrykcie Vale of White Horse. Leży 4 km na południowy zachód od Oksfordu i 84 km na zachód od Londynu.